# Podium krombeini
Podium krombeini là một loài côn trùng cánh màng trong họ Sphecidae, thuộc chi Podium. Loài này được Bohart and Menke miêu tả khoa học đầu tiên năm 1963.